# Jewett City

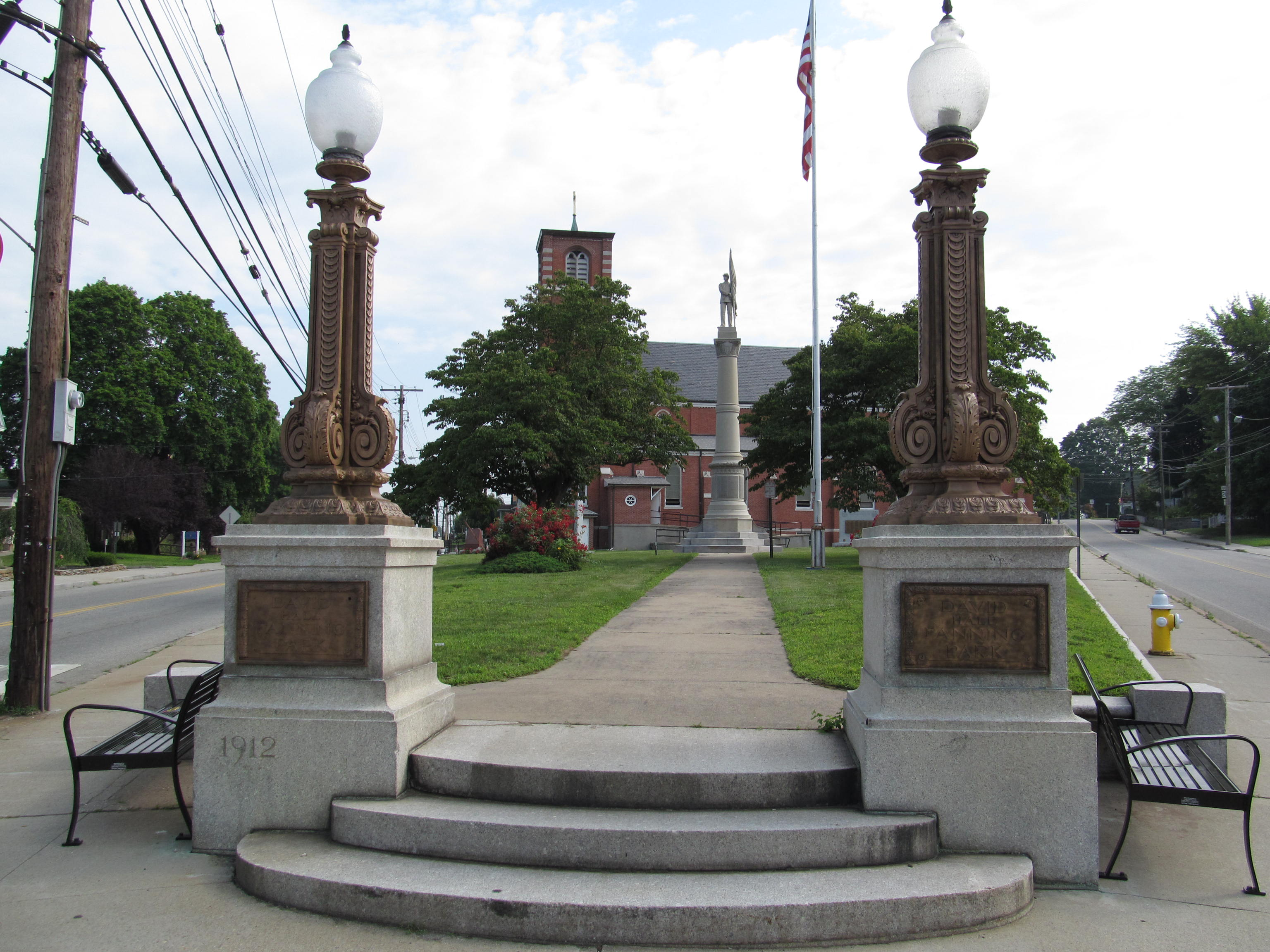
centrum van Jewett City

Jewett City is een plaats (borough) in de Amerikaanse staat Connecticut, en valt bestuurlijk gezien onder New London County.

## Demografie
Bij de volkstelling in 2000 werd het aantal inwoners vastgesteld op 3053.
In 2006 is het aantal inwoners door het United States Census Bureau geschat op 2974, een daling van 79 (-2.6%).

## Geografie
Volgens het United States Census Bureau beslaat de plaats een oppervlakte van
2,0 km², waarvan 1,9 km² land en 0,1 km² water. Jewett City ligt op ongeveer 67 m boven zeeniveau.

## Plaatsen in de nabije omgeving
De onderstaande figuur toont nabijgelegen 'incorporated' en 'census-designated' plaatsen in een straal van 24 km rond Jewett City.